# US Coutras
Union Sportive Coutras, kurz US Coutras, ist ein französischer Rollhockey-Verein aus der südwestfranzösischen Stadt Coutras. Das Herrenteam des Vereins errang 2011 seinen 16. französischen Meistertitel, die Frauenmannschaft den 3.

## Geschichte
1936 gründete ein örtlicher Weinhändler aus Begeisterung für den Anfang des Jahrhunderts entstandenen neuen Sport den Verein unter dem Namen Hockey Patin-Club Coutrillon, einen der frühen seiner Art in Frankreich. Nach Unterbrechung des Spielbetriebs im Zweiten Weltkrieg kam es 1954 nach internen Auseinandersetzungen zur Ausgründung eines konkurrierenden Rollhockeyvereins; die Spaltung wurde 1962 durch Wiederzusammenschluss unter dem heutigen Namen überwunden.

## Sportliche Erfolge
Der erste Gewinn der Französischen Meisterschaft stellte sich 1964 ein. Danach kam die erfolgreichste Periode der Vereinsgeschichte mit Meisterschaften in den Jahren 1966, 1968, 1970, 1971, 1972, 1974, 1975, 1977, 1980, 1983, 1984, 1985, 1986 und dann wieder 2010 und 2011. Dazu kamen die Pokalsiege 2007 und 2008.
In der Europaliga gelangte der Club bei 16 Teilnahmen nicht über die Gruppenphase hinaus. 2012 stand in der Gruppe mit Reus Deportiu, UD Oliveirense und RSC Cronenberg nach vier Spielen Platz vier hinter den Bergischen zu Buche.
Die Frauen-Mannschaft wurde Französischer Meister in den Jahren 2004, 2009 und 2011 und gewann den Pokal 2001 und 2004. In der Europaliga kam es zu folgenden Platzierungen: 2007: 6., 2008: 4., 2009: 3., 2010: 3.